# 遠くの空に消えた
『遠くの空に消えた』（とおくのそらにきえた）は、2007年公開の日本映画。監督の行定勲によるオリジナル作品である。
架空の地「馬酔村（まよいむら）」が舞台だが、ロケ地は帯広を中心とした北海道。

## あらすじ
時がゆったりと流れるのどかな田舎町である馬酔村は、空港建設を巡る争いに揺れていた。
ある日転校生として、空港建設の責任者として国から送り込まれた父親雄一郎についてきた亮介がやってくる。都会的な亮介はクラスの女子の人気者となるが、一日で人気者の地位を奪われた地元の悪ガキ公平は面白くない。二人は取っ組み合いの喧嘩をするが、肥溜めに落ち引き分けになる。その帰り、二人は空に向かい呪文を唱えている少女ヒハルと出会う。彼女は父がUFOに連れ去られたと信じ、ずっと父を乗せたUFOが迎えに来るのを待っていた。その頃村では、空港建設反対派を雄一郎は金で買収しようとし、推進派に寝返ったり、町を出て行ったりする者が現れた。そんな大人たちの醜い争いに、子供たちも巻き込まれ始めていた。亮介は強引な雄一郎のやり方に反発する。亮介、公平、ヒハルの三人にとっては、秘密の丘で星を見ながらUFOを待つのが、唯一平穏で楽しい時間だった。しかし、ヒハルは父が二度と帰ってこないことに少しずつ気づき始めており、悲しみの影が日々増していく。子供から大人への一歩を踏み出しかけた三人は、現実が夢の砦をむしばんでいく恐怖に、まだ目を向けられないでいた。雄一郎と反対派リーダー天童の対立や卑劣な手で雄一郎を追い出そうとするトバの企みにより子供たちの仲間割れは激化。もうこれ以上、大人たちに振り回されたくないと亮介と公平が思い始めた時、丘の上の秘密基地が誰かに壊され、ヒハルが転落、大怪我を負う事件が起きる。唯一の心の支えだった場所を奪われ、同時に父と再会する希望も失ってしまったヒハル。そんなヒハルに何もしてあげられないという無力感に打ちひしがれる亮介と公平は、ヒハルの夢を叶えるため、そして失われつつある自分たちの村を守るために、100人の仲間を麦畑に集める。
「奇跡って待ってても起きないんだろ?だったら俺たちの手で起こそうぜ。」
少年時代の最後の夏休み、信じ続ける想いが、今、遠くの空に届こうとしていた。

## 呪文
劇中でUFOを呼ぶ為に以下の呪文を唱えた。
- アニ・マムティン・レメセル・ミン・ハシャマイム 訳：私は天からの思し召しを待つ
- アニ・フ・ハアアミン 訳：私は信ずる者なり
- アナ・エソフ・オティ 訳：迎えに来てください

## キャスト

### 主要キャスト
- 楠木亮介（都会から来た転校生）：神木隆之介
- 土田公平（地元の悪ガキ）：ささの友間
- 柏手ヒハル（UFOに父を連れ去られた少女）：大後寿々花
- 赤星（鳩飼いの青年）：長塚圭史
- 土田信平（公平の父、生物学者）：小日向文世
- 楠木雄一郎（空港公団団長、亮介の父）：三浦友和
- BAR「花園」ママ：大竹しのぶ
- 土田スミ（公平の母）：鈴木砂羽
- サワコ先生（小学校教師）：伊藤歩
- スミス提督：チャン・チェン（特別出演）
- トバ（青年団のリーダー）：田中哲司
- タニシ（サワコ先生の婚約者）：六角慎司
- 天童（地主、サワコ先生の父親）：石橋蓮司

### トバの子分たち
- 森下能幸
- 三浦誠己
- 中野英樹
- 山中崇
- 棚橋ナッツ
- 岡田ひかり
- 神楽坂恵

### 馬酔村の子供達
- ケンジ：西原信裕
- エリカ：柳田衣里佳
- トンボ：谷本和優
- みつる：下山葵
- 民子：根岸紗里
- 師匠：広野健至
- 大浦詩由
- 石坂良磨
- 栩原笑生
- 長谷川愛美
- 守山玲愛
- 森部万友佳

### その他
- 大人になった楠木亮介：柏原崇
- 客室乗務員（先輩）：キタキマユ
- 客室乗務員（後輩）：高橋真唯
- BAR「花園」の歌手：笹野鈴々音
- BAR「花園」のバンドのバンマス：梅津和時
- 二人組の老人：横山あきお、大口広司
- ヒハルの母：中島ひろ子
- 公平の姉：加藤みづき
- 光の声：Cocco（Special Thanks）

## スタッフ
- 監督/脚本：行定勲
- 製作：宇野康秀
- 音楽：めいなCo.
- 撮影：福本淳
- 美術：山口修
- 照明：市川徳充
- 録音：山田幸治
- 整音：伊藤裕規
- 編集：今井剛
- 衣装デザイン：伊藤佐智子
- VFXスーパーバイザー：進威志
- 提供：USEN、レントラックジャパン、東北新社
- 制作プロダクション：ランブルフィッシュ、セカンドサイト
- 配給：ギャガ
- 製作：遠空PARTNERS（ギャガ、I&S BBDO、日本映画専門チャンネル、ゴマブックス）

## 主題歌
- Cocco「甘い香り」（SPEEDSTAR RECORDS）